# Marguerite Frichelet-Avet
Marguerite Frichelet-Avet, appelée aussi « La Frichelette », parfois « la petite Jeanne d'Arc de la Vallée de Thônes », née le 2 janvier 1756 à Thônes (duché de Savoie) et fusillée le 18 mai 1793  à Annecy, est une servante lettrée (dans d'anciens ouvrages elle est présentée comme institutrice), considérée par les historiens de la Savoie comme une résistante face aux troupes révolutionnaires françaises.

## Biographie

### 1756-1792: les premières années
Marguerite Frichelet est née le 2 janvier 1756 à Thônes dans le royaume de Piémont-Sardaigne, aujourd'hui en Haute-Savoie depuis le rattachement de la Savoie à la France en 1860. Elle est la fille de Claude Frichelet, originaire de Mirecourt en Lorraine, et de Jacqueline Chatron, originaire de Thônes,. Elle perd ses parents très tôt et est élevée par le notaire Jean-Joseph Avet. Elle débute en 1786 à Paris une carrière de préceptrice qu'elle poursuit ensuite à Angers puis à Chambery jusqu'à fin 1792.
Dans la nuit du 21 au 22 septembre 1792, les armées françaises du général Montesquiou entrent dans le duché de Savoie dont le souverain est le duc Victor-Amédée III de Sardaigne ; le duché est ensuite annexé à la France par la Convention le 27 novembre suivant. Marguerite Fichelet est alors au service du baron Pierre-Clément Foncet de Montailleur, avocat général au Sénat de Savoie à Chambéry, qui est forcé à s'expatrier. Elle doit quitter la capitale du duché pour, au commencement de 1793, revenir à Thônes où elle est de nouveau accueillie par le notaire Jean-Joseph Avet.
Elle s'occupe à faire des dentelles, mais elle ne dédaigne pas d'apprendre « à lire et à écrire aux jeunes personnes de
sa ville natale ; on l'avait même vue faire réciter la comédie aux élèves les plus avancés du collège, ». Elle se consacre également à l'enseignement de l'écriture et du catéchisme auprès des jeunes filles aisées de la ville comme l'aurait fait alors une régente d'école de filles de l'époque. C'est à ce moment-là qu'une fois encore la Révolution la rattrape.

### 1793: la guerre de Thônes

#### Le mouvement insurrectionnel
Depuis le début de 1793, la révolte gronde un peu partout en Savoie devenue l'éphémère département du Mont-Blanc de la République française, et tout particulièrement dans la vallée de Thônes, très religieuse et attachée à son souverain Victor-Amédée III de Sardaigne. Dès l’exécution de Louis XVI le 21 janvier 1793 et l'annonce d'une conscription extraordinaire décrétée le 24 février par la Convention, les paroisses s'insurgent contre les mesures anti-religieuses et l'établissement du tirage au sort fixé au 5 mai des « volontaires » enrôlés de force par l'armée révolutionnaire française.
Le samedi 4 mai, jour de marché à Thônes, la colère est à son comble. Pierre Durod, procureur-syndic de la ville, est à la tête du mouvement de résistance ; mais Marguerite Frichelet n'est pas la dernière à encourager et à convaincre une foule, venue de tous les villages de la vallée, prête à prendre les armes,.
Le dimanche 5 mai 1793 à 11 heures, doivent débuter les opérations officielles du tirage au sort. La municipalité tergiverse ; les jacobins locaux sont malmenés. Marguerite distribue des cocardes bleues, de la maison de Savoie, aux jeunes gens convoqués et appelle à refuser la conscription française. C'est elle qui sonne le tocsin à Thônes pour annoncer, jusqu'aux demeures les plus reculées que le mouvement est, cette fois-ci, irréversible. La scène se reproduira dans toutes les communes de la vallée à l'arrivée des émissaires de la République battant tambour.
Le mouvement insurrectionnel prend de l'ampleur et quelque 3 000 paysans se soulèvent. Le 6 mai, le chevalier Galley de Saint-Pierre, nommé la veille à la tête des troupes de la rébellion, organise la défense de tous les accès de la vallée, place des compagnies dans tous les cols où tous les hommes de 18 à 60 ans sont en poste.

#### Le rôle de Marguerite Frichelet
Marguerite Frichelet ravitaille en vivres et en munition les combattants contre les troupes révolutionnaires arrivées avec des canons.
« Elle fit descendre des villages environnants du blé, du vin, de l'eau-de-vie, des fromages, du linge, procédant elle-même à leur répartition dans les différents détachements. Elle fit fabriquer, près du four de Tronchine, des balles et de la mitraille avec tous les débris de plomb et d'étain que l'on put trouver. ».
« Pour mettre en mouvement toute cette population auxiliaire, Marguerite se prodiguait. On la vit le jour même à la Balme, au camp de Morette, et à Thônes, entretenant le courage, la confiance et la gaieté. Elle fouillait les maisons pour y découvrir les retardataires et, par ses supplications, ou son énergie, forçait les hommes aussi bien que les femmes à coopérer à la cause commune,. »
Pour neutraliser les suspects, elle les inclut sous surveillance dans les patrouilles de confiance ; elle s'habille en homme afin de poursuivre son action de nuit sans être importunée.

#### La répression
Le mardi 7 et le mercredi 8 mai, le long des rives du Fier, les insurgés font face, avec succès, aux troupes révolutionnaires venues d'Annecy, conduites par Le Harivel, aide de camp du général d'Oraison. La bataille décisive se joue le jeudi. Un renfort de 2 000 hommes, avec l'appui des canons, sous le commandement du général d'Oraison et la main de fer de Hérault de Séchelles, permet aux troupes françaises de harceler les insurgés de toutes parts qui, manquant de poudre et de munitions et bientôt encerclés, doivent rompre le combat. Marguerite Frichelet soigne les blessés.
Thônes est livré alors durant trois jours au pillage et à la répression ; le procureur Pierre Durod et le barbier Jean-Louis Pin sont fusillés après une bataille qui aura causé une douzaine de morts. Marguerite Frichelet revient à Thônes le dimanche soir 12 mai après la proclamation de l'amnistie ; elle est aussitôt arrêtée. Elle est d'abord interrogée à Thônes le 14 mai, puis déférée le lendemain au tribunal criminel du département.
Elle est conduite, menottes aux poings, à Annecy et emprisonnée à la prison du palais de l'Isle. Elle est traduite le 17 mai devant le tribunal criminel du Mont-Blanc qui s'est déplacé de Chambéry à Annecy et que préside François Joseph Curial, père de Philibert Jean-Baptiste Curial. Elle est accusée d'avoir aidé et ravitaillé les insurgés et est reconnue comme la principale instigatrice de l'insurrection.

#### Le jugement
Quatre témoins de Thônes déposent contre elle. Après des aveux et des explications fournis avec beaucoup d'assurance, Marguerite Frichelet, privée de tout défenseur, entend le court réquisitoire qui suit :

« L'accusateur public a observé que le degré de conviction exigé par l'article 3 de la loi du 19 mars dernier paraît se rencontrer dans le cas présent, puisque (il y a aveu et preuves). En conséquence, il a conclu à ce que l'accusée soit condamnée à la peine de mort. ... Le tribunal criminel ... ouï l'accusateur public, de ce que
résulte tant des aveux faits par l'accusée ... que des dépositions des témoins, a déclaré et déclare la dite Marguerite Frichelet convaincue d'avoir pris part à la révolte des habitants de Thônes et lieux circonvoisins ... et d'avoir concouru à provoquer et à maintenir l'attroupement des révoltés soit en sonnant le tocsin les 6,
7 et 8 du courant mois, soit en se travestissant avec des habillement d'homme, en marchant armée d'un fusil avec sa bayonnette, se portant ainsi travestie et armée dans les maisons de divers particuliers, pour les obliger et contraindre par la force à se joindre aux rebelles, soit en distribuant une paire de bas et des comestibles à ceux qui étaient rassemblés, soit en faisant la patrouille avec d'autres ; pour la réparation desquels excès et attentats le Tribunal criminel condamne la dite Marguerite Frichelet à la peine de mort, portée par l'article 4 et la première partie de l'article 6 de la loi du 19 mars dernier. ... Le Tribunal déclare en
outre tous les biens de la dite Frichelet confisqués au profit de la nation. ... Le Tribunal ordonne en conséquence que la dite Frichelet sera conduite dans les 24 heures au champ de mars de la ville d'Annecy pour y être mise à mort. ... Le présent jugement sera exécuté, imprimé, publié et affiché tant en cette ville, que dans le bourg de Thônes et partout ailleurs où besoin sera : Fait à Annecy dans l'auditoire public du Tribunal criminel, au lieu, les an et jour susdits.

Signés: F. Curial — Decrey — Recordon — Plagnat — Pillet, accusateur public — Curton, greffier

En marge : Le jugement ci-contre a été exécuté le 18 mai 1793, ainsi que m'a été certifié par l'accusateur public.

Annecy, le 18 mai 1793, l'an II de la Répub. franç. Signé: Curton, greffier,. »

Le registre d'écrou des prisons d'Annecy précise : « du 18 mai 1793 a été arcabuser ; le 18 mai et a eu le pain ledit jour. » Marguerite Frichelet-Avet est fusillée à l'âge de 37 ans sur le Pâquier, lequel, à cette époque, se nomme « champ de Mars ».
Ses dernières paroles sont : « Je meurs fidèle à mon Dieu et à mon Roi. Vive la religion catholique ! Vive le roi de Sardaigne ! Tirez seulement » avant de s'écrouler sous les balles,. Le cadavre est jeté à la fosse commune.

## Hommages
Une rue de sa ville natale porte son nom, au pied de la butte du calvaire, près du lieu où furent fusillés Pierre Durod et Jean-Louis Pin,.